# Román rodinného života
Román rodinného života (anglicky domestic novel) je druh románu, který vykresluje běžný život střední třídy s důrazem na každodenní, obvyklé činnosti. Počátky sahají ke konci 18. století, kdy ekonomické změny daly vzniknout středostavovské třídě žen, které hledaly způsob, jak vyplnit svůj volný čas.
Prvními autory rodinného románu jsou skutečně ženské spisovatelky, které chtěly ve svých knihách zobrazit život takový, jaký jej znaly ony i jejich čtenáři. Ústředním místem je dům, domácnost, osudy a běžné starosti jeho obyvatel – žen. Proto také byly zejména ženským čtenářkám určeny.
S jistou nadsázkou by se tak dalo shrnout, že tento druh románu psaly ženy, o ženách a pro ženy.
K významným autorkám tohoto žánru se řadí Jane Austenová, Elizabeth Gaskellová (Cranford) nebo George Eliot (Middlemarch).
Tento druh žánru je reakcí na tzv. gotické romány, které stavěly na výjimečných, jedinečných postavách a neobvyklých a často velmi nepravděpodobných zápletkách s přídechem tajemna a mystérie.